# Hôtel Barrière Le Fouquet's
El Hôtel Barrière Le Fouquet's es un hotel de lujo ubicado en el número 46 de la avenida George-V, en el VIII Distrito de París, Francia. Propiedad del grupo francés Barrière, fue inaugurado en octubre de 2006 y es miembro del consorcio The Leading Hotels of the World.
El restaurante Fouquet's, conocido por sus toldos rojos en los Campos Elíseos, forma parte del lugar. El hotel recibió su quinta estrella el 11 de junio de 2009 y ganó la categoría de "Hotel urbano líder en Europa" en los World Travel Awards de 2013.

## Historia
En la década de 1990, la familia Barrière adquiere el restaurante Fouquet's, junto con los siete edificios que lo rodean, para abrir unos años más tarde, en 2006, el primer hotel del grupo en la capital francesa. El hotel fue desarrollado con la colaboración con el arquitecto Édouard François y el diseñador Jacques García.
El primer restaurante del establecimiento, que se llamó "Le Diane" en homenaje a Diane Barrière-Desseigne, con Jean-Yves Leuranguer y Christophe Schmitt como chefs y Claude Ducruzet como pastelero, se menciona en Hallier, L'Edernel jeune homme (Hallier, el joven Edernel) publicado en 2016.
En 2017, el hotel cerró durante unos meses por un programa de renovación, siendo reabierto el 1 de julio de 2017.

## Equipamiento
El hotel se compone de 81 habitaciones y suites; 2 restaurantes, entre ellos el célebre Fouquet's, 3 bares, un spa,  y diferentes salones de recepción.